# Євсино
Є́всино (рос. Евсино) — село у складі Голишмановського міського округу Тюменської області, Росія.
Населення — 391 особа (2010, 397 у 2002).
Національний склад станом на 2002 рік:
- росіяни — 97 %